# Телесные повреждения (фильм)
«Телесные повреждения» — кинофильм, другое название — «Жестокий выбор».

## Сюжет
Когда в Лас-Вегасе жестоко убили стриптизёршу, расследование дела было поручено детективу Рите Кейтс и её напарнику. Собранные ими улики указывают на бывшего полицейского Сэма Мак-Кеона. Это ставит Риту в сложное положение, так как у неё с Сэмом был страстный роман, который в конечном счёте привёл к самоубийству её мужа.

## В ролях
- Линда Фиорентино
- Дэниел Болдуин
- Билл Смитрович — лейтенант Дэррил Стюарт